# Matthew Dubé
Matthew Dubé, né le 3 mai 1988 à Montréal, est un homme politique québécois. Il a été député néodémocrate à la Chambre des communes du Canada du 2 mai 2011 jusqu'au 21 octobre 2019, représentant la circonscription de Chambly—Borduas de 2011 à 2015, puis celle de Beloeil—Chambly de 2015 à 2019. Il a été le leader parlementaire adjoint du NPD de novembre 2015 à janvier 2018, puis président du caucus de février 2018 à la fin de son mandat.

## Biographie
Né à Montréal, Matthew Dubé possède un baccalauréat ès Arts de l'Université McGill puis y obtient un baccalauréat en science politique avec mineure en histoire.
Il s'engage en politique au sein du Nouveau Parti démocratique et est élu coprésident du NPD McGill en septembre 2010, en binôme avec Charmaine Borg, puis président des jeunes néodémocrates du Québec en novembre 2010.
Candidat à l'élection fédérale de 2011 dans Chambly-Borduas, il défait largement le député bloquiste sortant Yves Lessard avec 15,1 % d'écart et plus de 10000 votes. Avec Laurin Liu, Charmaine Borg, Mylène Freeman et Jamie Nicholls, il fait partie des « cinq de McGill », ces étudiants de l'université élus pour le NPD lors des élections fédérales de 2011. Conséquemment, il est un des plus jeunes élus de la Chambre des communes, le poste étant tenu par Pierre-Luc Dusseault, sixième élu étudiant du NPD.
Une fois élu, il est nommé porte-parole adjoint de l'opposition officielle en matière d’éducation postsecondaire par Jack Layton. Après le décès de ce dernier, il soutient la candidature de Thomas Mulcair à la tête du parti.
Une fois la course à la chefferie passée et Mulcair élu, il devient porte-parole en matière de Sport (en avril 2012) et de Jeunesse (en août 2013).
Aux élections fédérales de 2015, il est réélu dans la nouvelle circonscription de Beloeil—Chambly, étant le seul membre des cinq de McGill à conserver son siège. En novembre 2015, il accède au poste de leader parlementaire adjoint et de porte-parole en matière d’Infrastructures et de Collectivités. Par la suite, en août 2016, il assume en plus le rôle de porte-parole en matière de Sécurité publique et de Protection civile. En février 2018, il est élu président du caucus fédéral du NPD par ses collègues.
Le 30 juin 2018, il se marie avec Chantale Neapole.
Lors des élections générales de 2019, il perd son siège de député, terminant troisième derrière le chef du Bloc québécois Yves-François Blanchet et la candidate libérale.

### Résultats électoraux
|       | Candidat               | Parti             | # de voix | % des voix |
|       | Claude Chalhoub        | Conservateur      | +06 173,  | 9,29 %     |
|       | Yves Lessard           | Bloc québécois    | +18 387,  | 27,68 %    |
|       | Karine Desjardins      | Libéral           | +19 494,  | 29,34 %    |
|       | (sortant) Matthew Dubé | NPD               | +20 641,  | 31,07 %    |
|       | Fodé Kerfalla Yansané  | Vert              | +01 498,  | 2,25 %     |
|       | Michael Maher          | Parti libertarien | +00245,   | 0,37 %     |
| Total | Total                  | Total             | 66 438    | 100 %      |

|       | Candidat                | Parti          | # de voix | % des voix |
|       | Nathalie Ferland Drolet | Conservateur   | +05 425,  | 7,83 %     |
|       | Yves Lessard (sortant)  | Bloc québécois | +19 147,  | 27,65 %    |
|       | Bernard DeLorme         | Libéral        | +06 165,  | 8,9 %      |
|       | Matthew Dubé            | NPD            | +29 591,  | 42,74 %    |
|       | Nicholas Lescarbeau     | Vert           | +01 072,  | 1,55 %     |
|       | Jean-François Mercier   | Indépendant    | +07 843,  | 11,33 %    |
| Total | Total                   | Total          | 69 243    | 100 %      |